# Campo Grande
Campo Grande er hovedstaden i delstaten Mato Grosso do Sul, Brasilien. Byen har 898.100 (2022) indbyggere.